# Lutogonia
Lutogonia là một chi bướm đêm thuộc họ Erebidae.